# Supercupa României 2017
La Supercupa României 2017 è stata la 19ª edizione della Supercoppa rumena.
La partita si è disputata a Botoșani allo Stadionul Municipal tra il Viitorul Constanța, vincitore del campionato ed il Voluntari, vincitore della coppa nazionale.
Il Voluntari ha vinto il trofeo per la prima volta.

## Tabellino
| Arbitro: | Colțescu |

|  |           |           |
|  | Marcatori | 12’ Lazăr |